# Iekeljauratj
Iekeljauratj är en sjö i Jokkmokks kommun i Lappland och ingår i Luleälvens huvudavrinningsområde. Sjön har en area på 0,173 kvadratkilometer och ligger 425,1 meter över havet.

## Delavrinningsområde
Iekeljauratj ingår i det delavrinningsområde (740723-163633) som SMHI kallar för Mynnar i Maivesjåkkå. Medelhöjden är 440 meter över havet och ytan är 33,72 kvadratkilometer. Det finns inga avrinningsområden uppströms utan avrinningsområdet är högsta punkten. Tjuoutjajåkkå som avvattnar avrinningsområdet har biflödesordning 4, vilket innebär att vattnet flödar genom totalt 4 vattendrag innan det når havet efter 254 kilometer. Avrinningsområdet består mestadels av skog (84 procent) och sankmarker (10 procent). Avrinningsområdet har 1,21 kvadratkilometer vattenytor vilket ger det en sjöprocent på 3,6 procent.